# Заварзино (Томск)
Зава́рзино — упразднённый посёлок, с середины 1990-х годов входящий в состав Советского района города Томск Томской области России.  Ранее пригородная деревня. Возник в 1626 году.

## География
Располагается в месте слияния двух малых рек — Ушайки и её правого притока Малой Ушайки, восточнее Академгородка.

### Улично-дорожная сеть
- Улицы: Вишнёвая, Еловая, Зеркальная, Левобережная, Мостовая, Облепиховая, Правобережная, Смородиновая. (Кроме того, есть несколько улиц, чьи названия не утверждены на законодательном уровне).
- Мосты: Через Ушайку (автомобильно-пешеходный); через Малую Ушайку (автомобильно-пешеходный) — оба по улице Мостовой.

Улично-дорожная сеть дачных новостроек до конца не сформирована.

### Природа
Заварзинская лесная дача и минеральные источники в окрестностях посёлка включены в список особо охраняемых природных территорий Томской области. В Заварзинской лесной даче, в 400 метрах от бывшего оздоровительного лагеря «Юбилейный» на склоне расположена группа гигантских муравейников, один из которых, высотой 2,5 метра и диаметром 5,1 метров, осенью 2015 года томским отделением Русского географического общества признан самым большим муравейником России.

## История
Появившись через двадцать два года после постройки первой томской крепости, земледельческая деревня Заварзина к началу XX века превратилась в одно из дачных мест в окрестностях Томска.
В Заварзине имел дачу известный томский литератор В. А. Долгоруков (1850—1912). Здесь летом 1899 года открылся летний театр.
1 февраля 1900 года в деревне открылась начальная школа.

Дер. Заварзина

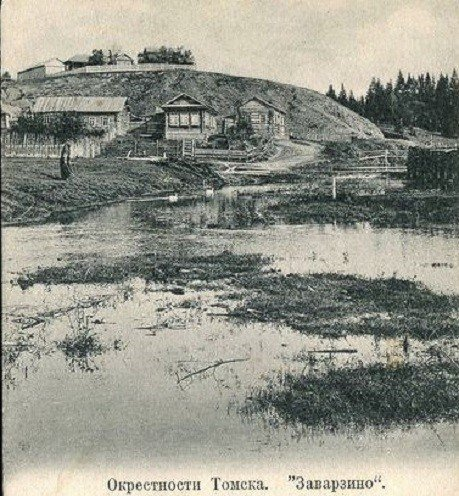

По популярности среди томичей занимаетъ слѣдующее мѣсто послѣ Басандайки и Городка. Находится въ 1½ в. отъ Куташевой и въ 9 в. отъ города, если ѣхать черезъ Куташеву, но существуетъ прямой путь на 2 в. короче мимо ж.-д. моста, бродомъ чрезъ Ушайку. В сырое время слѣдуетъ предпочесть первый путь. Стоимость проѣзда на извозчикѣ та же, что и до Куташевой. Крестьянскія подводы нѣсколько дороже, чѣм въ Куташевой.
Расположена деревня въ долинѣ р. Ушайки и на двухъ горахъ. Въ долинѣ сыровато, но она защищена отъ вѣтровъ. На горахъ туманы тоже бываютъ и, кромѣ того, онѣ открыты вѣтрамъ. Кругомъ соснякъ, пихтачъ и кедровникъ съ ягодами и грибами. Ушайка здѣ мелка, и условія купанья не могутъ назваться благопріятными. Вода в отношеніи качества, как и всюду въ Ушайкѣ, малоудовлетворительна. На рыбалку лучше не рассчитывать.

Въ деревнѣ довольно чисто. Кромѣ крестьянскихъ домовъ имѣются постройки горожанъ, но въ незначительномъ количествѣ. Цѣны на квартиры: 1 комната съ кухней 40—45 р., 2—60 р., 3—70—75 р., 4—80—90 р., 5—120 руб. въ лѣто безъ отопленія и воды. По комнатамъ квартиры не сдаются, сдаютъ порой комнаты дачники. Цѣны на предметы первой необходимости довольно высоки: дрова 4 р. 50 коп. саж., яйца 20 коп. десятокъ, молоко 8—9 к. кринка. Молока и молочныхъ продуктовъ въ деревнѣ недостаточно. Мясо имѣется постоянно. Существуютъ двѣ лавки съ необходимыми предметами. Готоваго стола нѣт. Въ мѣстной церкви служба по праздникамъ. С лѣта минувшаго года устраиваются почти еженедѣльные спектакли, но подъ открытымъ небомъ. Въ деревнѣ имѣется казённая винная лавка.— «Городъ Томскъ». Справочникъ, изданіе Сибирскаго Т-ва Печатнаго Дѣла в Томскѣ. Томскъ, 1912.
Из-за конфликта между администрацией садоводческого общества и немногочисленными постоянными жителями Заварзина, несколько лет в жилых домах отсутствовало электричество в зимний период. Для разрешения этой ситуации властям Томска в 2006 году пришлось построить отдельную ЛЭП к домам постоянных жителей посёлка.
5 сентября 2014 года дачи в Заварзине посетила делегация главных городов Азии. Особенно довольным поездкой остался губернатор Токио Ёити Масудзоэ, у которого в ходе мероприятия родилась идея построить дачи на пустующих земельных участках его города.

## Инфраструктура
- Садоводческое общество «Кедр»;
- Детский оздоровительный лагерь «Зорька» Томского филиала «Ростелеком»;
- Детский оздоровительный лагерь «Юбилейный» Томского приборного завода, позднее — «Сибирской аграрной группы» и других собственников. (В 2015 году, после нескольких лет запустения, строения лагеря демонтированы, на территории ведётся коттеджная застройка)[10];
- Конно-спортивный клуб «Русская тройка».

## Религия

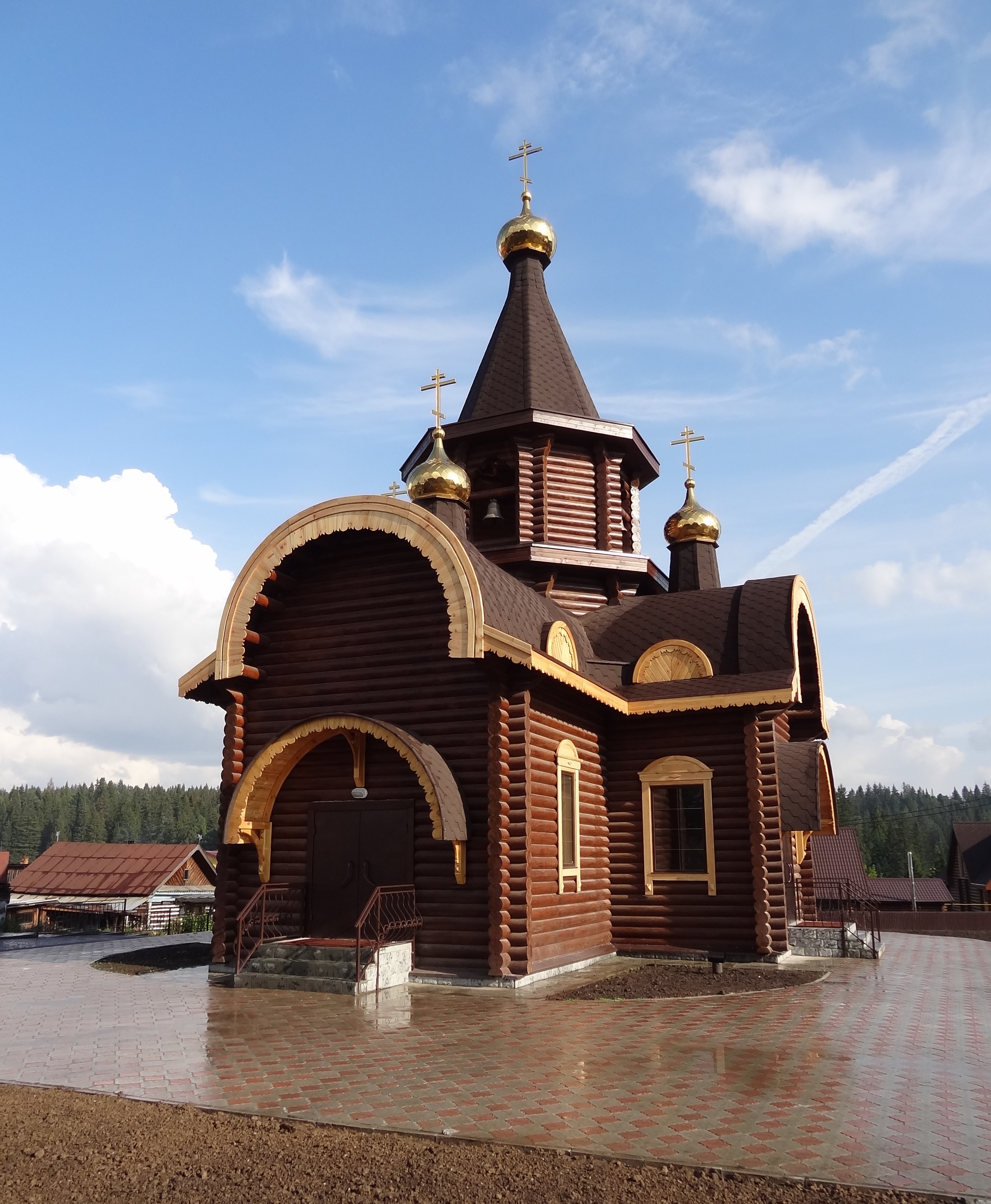
Церковь Рождества Иоанна Предтечи

- Церковь Рождества Иоанна Предтечи (открыта в 2012 году)[1][11].

## Достопримечательности
- В 1978 году в Заварзине, на территории лагеря «Юбилейный», был установлен списанный реактивный самолёт Ту-104, доставленный из аэропорта Богашёво, с целью переоборудования его в детский кинотеатр. В 2015 году, через несколько лет после закрытия лагеря, самолёт перевезён в коттеджный посёлок на левом берегу Томи и установлен там на постамент как памятник[12].